# Lethe zachara
Lethe zachara är en fjärilsart som beskrevs av Hans Fruhstorfer. Lethe zachara ingår i släktet Lethe och familjen praktfjärilar. Inga underarter finns listade i Catalogue of Life.